# Anne Perry

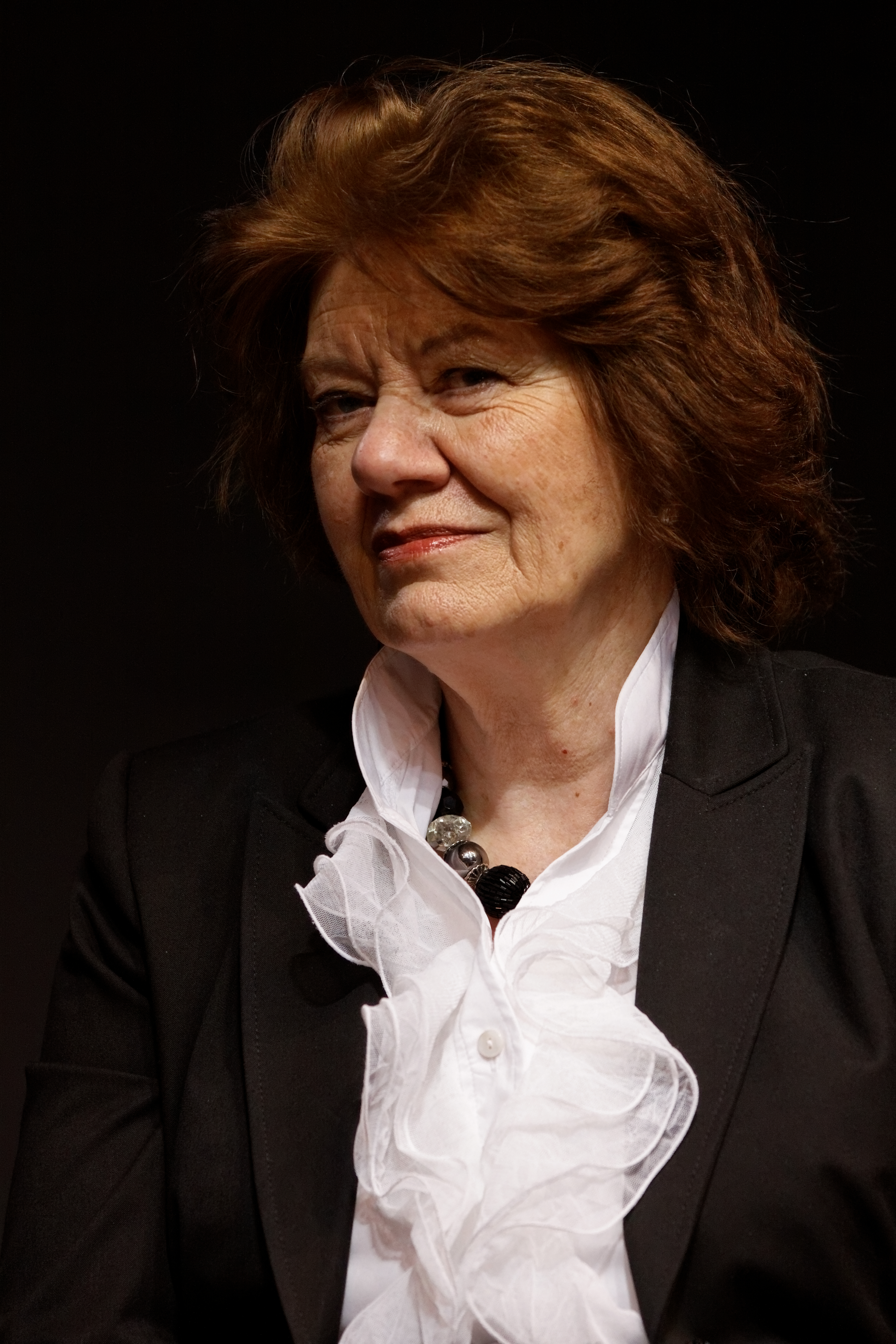
Anne Perry tijdens conferentie Salon du Livre, Parijs 2012

Anne Perry (geboren Juliet Marion Hulme; Londen, 28 oktober 1938 – Los Angeles, 10 april 2023) was een Britse veroordeelde moordenares en schrijfster. Zij was de auteur van de Thomas en Charlotte Pitt-serie en de William Monk-serie, beide historische detectiveromans.
In 1994 werd algemeen bekend dat Perry in 1954 in Christchurch (Nieuw-Zeeland) was veroordeeld voor moord, toen zij vijftien jaar oud was. Samen met haar zestienjarige vriendin Pauline Parker vermoordde zij Parkers moeder, Honorah. Na het uitzitten van een gevangenisstraf van vijf jaar veranderde Perry haar naam (voorheen Juliet Hulme) en keerde terug naar het Verenigd Koninkrijk. Haar identiteit werd door de media onthuld na de release van de film Heavenly Creatures van regisseur Peter Jackson, die gebaseerd is op de zaak.

## Biografie
Hulme werd geboren in Londen als dochter van natuurkundige Henry Rainsford Hulme. Als kind werd zij gediagnosticeerd met tuberculose en verbleef zij enige tijd in het Caribisch gebied, Zuid-Afrika en Nieuw-Zeeland in de hoop dat een warmer klimaat haar gezondheid zou verbeteren. Zij voegde zich later weer bij haar familie, nadat haar vader rector was geworden van Canterbury University College in Nieuw-Zeeland. Hulme ging naar Christchurch Girls' High School, gevestigd in het latere Cranmer Centre. In 2012 werd een foto uit 1948 van haar aankomst in Nieuw-Zeeland ontdekt in de collectie van Auckland Libraries en gepubliceerd in de blog Heritage et AL.

### Moord en proces
In juni 1954, op vijftienjarige leeftijd, vermoordde Hulme samen met haar beste vriendin Pauline Parker Parkers moeder, Honorah Rieper. Hulmes ouders waren op dat moment verwikkeld in een scheiding en zij zou naar Zuid-Afrika worden gestuurd om bij familie te verblijven. De twee tieners, die samen een uitgebreide fantasiewereld hadden gecreëerd waarin onder meer beroemdheden als Mario Lanza en James Mason figureerden, wilden niet van elkaar gescheiden worden.
Op 22 juni 1954 gingen de meisjes met Rieper wandelen in Victoria Park in de Port Hills bij Christchurch. Op een afgelegen pad liet Hulme een sieraad vallen, zodat Rieper het zou oprapen. Parker sloeg haar moeder vervolgens met een halve baksteen gewikkeld in een kous. De meisjes gingen er aanvankelijk van uit dat één slag fataal zou zijn, maar het slachtoffer liep meer dan twintig verwondingen op.
Parker en Hulme werden in Christchurch berecht en op 28 augustus 1954 schuldig bevonden. Omdat zij te jong waren om de doodstraf te krijgen onder de toenmalige Nieuw-Zeelandse wetgeving, werden zij veroordeeld tot detentie "naar Hare Majesteits welbehagen". Beiden werden vijf jaar later, afzonderlijk, vrijgelaten. Bij Perry’s overlijden in 2023 werd aangenomen dat zij en Parker na het proces geen contact meer hadden gehad.
De gebeurtenissen vormden de basis voor de film Heavenly Creatures (1994), waarin Melanie Lynskey de rol van Pauline Parker vertolkte en Kate Winslet die van Juliet Hulme. Ten tijde van de release was het publiek zich er niet van bewust dat misdaadauteur Anne Perry Juliet Hulme was; haar identiteit werd enkele maanden na de release onthuld door journalisten. Hoewel vaak werd gesuggereerd dat de relatie tussen Hulme en Parker seksueel van aard was, verklaarde Perry in 2006 dat deze obsessief was, maar niet lesbisch.

### Latere leven
Na haar vrijlating in november 1959 keerde Perry terug naar Engeland en werkte zij enige tijd als stewardess. Vervolgens woonde zij een periode in de Verenigde Staten, waar zij zich in 1968 aansloot bij De Kerk van Jezus Christus van de Heiligen der Laatste Dagen. Later vestigde zij zich met haar moeder in het Schotse dorp Portmahomack. Haar vader leidde intussen het Britse waterstofbomprogramma.
Hulme nam de naam Anne Perry aan, naar de achternaam van haar stiefvader. In 1979 verscheen haar eerste roman, The Cater Street Hangman. Haar werk bestond voornamelijk uit historische misdaad- en detectiefictie. Bekende reeksen zijn onder meer die rond Thomas en Charlotte Pitt, en de serie rond de geheugenloze privédetective William Monk, die in 1990 debuteerde in The Face of a Stranger.

Nadat Perry’s identiteit als Hulme in 1994 openbaar was geworden, verklaarde zij:
"Het leek zo oneerlijk. Alles wat ik had opgebouwd om een fatsoenlijk lid van de samenleving te zijn, werd bedreigd. En opnieuw werd mijn leven door iemand anders geïnterpreteerd. Dat was ook al tijdens het proces gebeurd toen ik, als minderjarige, niet mocht spreken en al die leugens hoorde. En nu was er een film, maar niemand had de moeite genomen om met mij te praten. Ik wist er niets van tot de dag vóór de release. Het enige waar ik aan kon denken, was dat mijn leven in elkaar zou storten en dat het mijn moeder zou kunnen doden." 
Zij bleef schrijven en gaf aan verrast te zijn dat haar vrienden haar bleven steunen, ondanks de onthulling van haar identiteit en de daaropvolgende mediabelangstelling. In 1998 werd zij door The Times opgenomen in de lijst van honderd "masters of crime". Haar korte verhaal Heroes won in 2000 de Edgar Award. In 2009 ontving ze  een oeuvreprijs bij de Agatha Awards. In totaal publiceerde zij 102 boeken, waaronder 32 romans in de Charlotte en Thomas Pitt-serie, 24 in de Monk-serie, zes in de Daniel Pitt-serie, meerdere novelles met kerstthema en vijf delen in de Elena Standish-serie. Wereldwijd werden 25 miljoen exemplaren van haar werk verkocht.
In 2009 maakte Dana Linkiewicz een documentairefilm met Anne Perry, getiteld Anne Perry: Interiors.
In 2017 verhuisde Perry naar de Verenigde Staten om filmadaptaties van haar werk beter te kunnen ondersteunen. In december 2022 kreeg zij een hartaanval. Zij overleed op 10 april 2023 in een ziekenhuis in Los Angeles, op 84-jarige leeftijd. Een dag na haar overlijden verscheen The Fourth Enemy, het zesde deel in de Daniel Pitt-serie.

### Met Thomas en Charlotte Pitt
- The Cater Street Hangman (1979)
- Callander Square (1980)
- Paragon Walk (1981)
- Resurrection Row (1981)
- Rutland Place (1983)
- Bluegate Fields (1984)
- Death in the Devil's Acre (1985)
- Cardington Crescent (1987)
- Silence in Hanover Close (1988)
- Bethlehem Road (1990)
- Highgate Rise (1991)
- Belgrave Square (1992)
- Farrier's Lane (1993)
- The Hyde Park Headsman (1994)
- Traitors Gate (1995)
- Pentecost Alley (1996)
- Ashworth Hall (1997)
- Brunswick Gardens (1998)
- Bedford Square (1999)
- Half Moon Street (2000)
- The Whitechapel Conspiracy (2001)
- Southampton Row (2002)
- Seven Dials (2003)
- Long Spoon Lane (2005)
- Buckingham Palace Gardens (2008)
- Betrayal at Lisson Grove (VS-titel: Treason at Lisson Grove) (2011)
- Dorchester Terrace (2012)
- Midnight at Marble Arch (2013)
- Death on Blackheath (2014)
- The Angel Court Affair (2015)
- Treachery at Lancaster Gate (2016)
- Murder on the Serpentine (2017)

### Met Daniel Pitt
- Twenty-One Days (2018)
- Triple Jeopardy (2019)
- One Fatal Flaw (2020)
- Death with a Double Edge (2021)
- Three Debts Paid (2022)
- The Fourth Enemy (2023)

### Met Hester Latterly en William Monk
- The Face of a Stranger (1990), in het Nederlands vertaald als: De man zonder gezicht
- A Dangerous Mourning (1991), in het Nederlands vertaald als: De treurende moordenaar
- Defend and Betray (1992)
- A Sudden, Fearful Death (1993)
- The Sins of the Wolf (1994)
- Cain His Brother (1995)
- Weighed in the Balance (1996)
- The Silent Cry (1997)
- A Breach of Promise (alt. titel: Whited Sepulchres) (1997)
- The Twisted Root (1999)
- Slaves of Obsession (alt. titel: Slaves and Obsession) (2000)
- A Funeral in Blue (2001)
- Death of a Stranger (2002)
- The Shifting Tide (2004)
- Dark Assassin (2006)
- Execution Dock (2009)
- Acceptable Loss (2011)
- A Sunless Sea (2012)
- Blind Justice (2013)
- Blood on the Water (2014)
- Corridors of the Night (2015)
- Revenge in a Cold River (2016)
- An Echo of Murder (2017)
- Dark Tide Rising (2018)

### Met Elena Standish
- Death in Focus (2019)
- A Question of Betrayal (2020)
- A Darker Reality (2021)
- A Truth to Lie For (2022)
- The Traitor Among Us (2023)

### Eerste Wereldoorlog-serie
- No Graves As Yet (2003), in het Nederlands vertaald als: Zwarte graven
- Shoulder the Sky (2004)
- Angels in the Gloom (2005)
- At Some Disputed Barricade (2006)
- We Shall Not Sleep (2007)

### Kerstverhalen
- A Christmas Journey (2003)
- A Christmas Visitor (2004)
- A Christmas Guest (2005)
- A Christmas Secret (2006)
- A Christmas Beginning (2007)
- A Christmas Grace (2008)
- A Christmas Promise (2009)
- A Christmas Odyssey (2010)
- A Christmas Homecoming (2011)
- A Christmas Garland (2012)
- A Christmas Hope (2013)
- A New York Christmas (2014)
- A Christmas Escape (2015)
- A Christmas Message (2016)
- A Christmas Return (2017)
- A Christmas Revelation (2018)
- A Christmas Gathering (2019)
- A Christmas Resolution (2020)
- A Christmas Legacy (2021)
- A Christmas Deliverance (2022)
- A Christmas Vanishing (2023)

### Kerstbundels
- An Anne Perry Christmas: Two Holiday Novels (2006) – bevat A Christmas Journey (2003) en A Christmas Visitor (2004)
- Anne Perry's Christmas Mysteries: Two Holiday Novels (2008) – bevat A Christmas Guest (2005) en A Christmas Secret (2006)
- Anne Perry's Silent Nights: Two Victorian Christmas Mysteries (2009) – bevat A Christmas Beginning (2007) en A Christmas Grace (2008)
- Anne Perry's Christmas Vigil: Two Victorian Holiday Mysteries (2011) – bevat A Christmas Promise (2009) en A Christmas Odyssey (2010)
- Anne Perry's Christmas Crimes: Two Victorian Holiday Mysteries (2014) – bevat A Christmas Homecoming (2011) en A Christmas Garland (2012)
- Anne Perry's Merry Mysteries: Two Victorian Holiday Novels (2015) – bevat A Christmas Hope (2013) en A New York Christmas (2014)

### Fantasy
- Tathea (2000)
- Come Armageddon (2002)

### Timepiece-serie (jeugdboeken)
- Tudor Rose (2011)
- Rose of No Man's Land (2011)
- Blood Red Rose (2012)
- Rose Between Two Thorns (2012)

### Overige boeken
- The One Thing More (2000)
- A Dish Taken Cold (2001)
- I'd Kill For That (2004, roman geschreven door meerdere auteurs)
- Letters From the Highlands (2004)
- Heroes (2011)
- The Sheen on the Silk: A Novel (2010)
- The Scroll (2014), in het Nederlands vertaald als: Het Manuscript

### Korte verhalen in bloemlezingen
- Death by Horoscope (2001, bloemlezing met korte verhalen van verschillende auteurs, waaronder Perry; redactie: Perry)
- Much Ado About Murder (2002, bloemlezing met korte verhalen van verschillende auteurs, waaronder Perry; redactie: Perry)
- Death by Dickens (2004, bloemlezing met korte verhalen van verschillende auteurs, waaronder Perry; redactie: Perry)
- Thou Shalt Not Kill: Biblical Mystery Stories (2005, bloemlezing met korte verhalen van verschillende auteurs, waaronder Perry; redactie: Perry)

## Studies, recensies en biografieën
- Drayton, Joanne (2012). The Search for Anne Perry. HarperCollins.
- Graham, Peter (2011). So Brilliantly Clever: Parker, Hulme and the murder that shocked the world. Awa Press. Heruitgegeven in 2013 als Graham, P. (2013). Anne Perry and the Murder of the Century. Skyhorse Publications.
- West, Michelle (juni 2000). "Review of Tathea". Musing on Books. F&SF. 98 (6): 41–46.

- Biblioteca Nacional de España: XX821082
- Bibliothèque nationale de France: cb13198201f (data)
- Catàleg d'autoritats de noms i títols de Catalunya: 981058517334206706
- CiNii: DA12421797
- Gemeinsame Normdatei: 118127225
- International Standard Name Identifier: 0000 0001 2142 1726
- Library of Congress Control Number: nb99139605
- Nationale Bibliotheek van Letland: 000186807
- MusicBrainz: 698e66b8-3a34-4914-b550-d40bc4ff90f3
- Bibliotheek van het Japanse parlement: 00515494
- Nationale Bibliotheek van Tsjechië: xx0037212
- Nationale bibliotheek van Australië: 42190688
- Nationale Bibliotheek van Israël: 987007581004305171
- Nationale Bibliotheek van Polen: a0000002792934
- Nederlandse Thesaurus van Auteursnamen: 074140558
- Istituto Centrale per il Catalogo Unico: RAVV084266
- SNAC: w6ms7kcz
- Système universitaire de documentation: 052475816
- Trove: 1457064
- Union List of Artist Names: 500281413
- Virtual International Authority File: 85532550
- WorldCat: E39PBJpv4BM64TQVgP8bbBrH4q